# Робърт Смит
 Тази статия е за американския бизнесмен.  За английския музикант вижте Робърт Смит (музикант).  
Робърт Фредерик Смит (на английски: Robert Frederick Smith) е американски бизнесмен.
Роден е на 1 декември 1962 година в Денвър в афроамериканско семейство на учители. През 1985 година завършва химично инженерство в Университета „Корнел“ и работи известно време като инженер-химик. През 1994 година защитава магистратура по бизнес администрация в Колумбийския университет, след което работи като инвестиционен банкер в „Голдман Сакс“. През 2000 година основава инвестиционната фирма „Виста Екуити Партнърс“, която се превръща в един от най-успешните инвеститори във висотехнологични компании.